# Тревизо Брешано
Тревизо Брешано (итал. Treviso Bresciano) је насеље у Италији у округу Бреша, региону Ломбардија.
Према процени из 2011. у насељу је живело 349 становника. Насеље се налази на надморској висини од 682 м.

## Становништво
| 1936. | 1951. | 1961. | 1971. | 1981. | 1991. | 2001. | 2011. |
| ----- | ----- | ----- | ----- | ----- | ----- | ----- | ----- |
| 716   | 744   | 706   | 633   | 583   | 562   | 587   | 566   |